# Patos de Minas
Patos de Minas – miasto w Brazylii nad rzeką Paranaiba w stanie Minas Gerais.
154,6 tys. mieszkańców (2021), przemysł spożywczy, maszynowy oraz skórzany.
W mieście mają siedzibę kluby piłkarskie União Recreativa dos Trabalhadores (URT) i EC Mamoré.